# Tatort: Wer jetzt allein ist
Wer jetzt allein ist ist ein Fernsehfilm aus der Krimireihe Tatort. Der vom MDR produzierte Beitrag wurde am 21. Mai 2018 im Ersten ausgestrahlt. In dieser 1059. Tatort-Folge ermitteln die Dresdner Ermittler Sieland, Gorniak und Schnabel in ihrem sechsten Fall. Es ist der letzte Fall mit Alwara Höfels in der Rolle der Henni Sieland.

## Handlung
Auf dem Parkplatz eines Dresdner Clubs wird die 22-jährige Studentin Doro Meisner erwürgt. Die Ermittlungen der Kommissarinnen Henni Sieland und Karin Gorniak ergeben, dass es sich um den Racheakt einer Gruppe Männer handelt, die alle von Doro alias „Birdy“ in einem Onlinedating-Portal betrogen wurden. Sehr schnell stellt sich heraus, dass Doro Meisner selbst niemanden betrogen hat, sondern der Portalbetreiber sich in ihr Profil gehackt hatte und auf diese Weise an Doros Bekannte herangetreten war. 
Sieland und Gorniak konzentrieren sich bei der Tätersuche auf die Mitglieder der Internetgruppe „Vogeljäger“. Nachdem alle polizeilich vorgeladen und überprüft werden, bleiben zwei Hauptverdächtige: Andreas Koch und Petrick Wenzel. Um die beiden genauer unter die Lupe zu nehmen und Beweise zu bekommen, begeben sich Sieland und Gorniak selber auf das Onlinedating-Portal und verabreden sich ganz gezielt mit den beiden Kandidaten. Dabei übernimmt Sieland Petrick Wenzel und Gorniak Andreas Koch, da sie sich in dieser Konstellation nicht im Polizeipräsidium begegnet sind. Nachdem Wenzel sich schon beim ersten Date auffällig benimmt und die Kommissarin auf dessen Handy Tatortfotos entdeckt, nimmt sie ihn fest. Karin Gorniak kommt dies gelegen, denn Koch ist ihr durchaus sympathisch und sie ist kurz davor, sich in ihn zu verlieben. Skeptisch wird sie erst, als Kochs Angestellter tödlich stürzt, nachdem er ihr etwas über Koch anvertrauen wollte, und als sie auf Kochs roten Sportwagen aufmerksam wird – ein solcher wurde in der Tatnacht am Tatort gesehen.
Nach Wenzels Aussage hat er Doro Meisner nur gezielt verfolgt, um sein Geld von ihr zurückzufordern. So sei er ihr auch bis zum Parkplatz nachgegangen, wo er sie tot vorgefunden habe und zu seiner persönlichen Befriedigung die Fotos der Toten gemacht habe. Da die Beweislage nicht stichhaltig genug ist, um Wenzel in Haft zu behalten, wird er wieder auf freien Fuß gesetzt, wo er den Chef von Love Tender aufgrund des Betrugs ermordet und sich nach dem plötzlichen Tod seiner pflegebedürftigen Mutter in seinem Haus erhängt. Auf einem Abschiedsbrief bittet er „Birdy“ um Entschuldigung, was als Geständnis gewertet wird, doch Henni Sieland hat Zweifel. Dass sie berechtigt sind, zeigt sich, als Gorniak sich erneut mit Koch trifft und er nun seine psychopathische Seite offenlegt. In dem festen Glauben, dass alle Frauen ihn stets verlassen, will er sie bestrafen und umbringen. Gorniak kann Koch nur mit Mühe entkommen und ihn zusammen mit Sieland, die ihr zu Hilfe geeilt ist, überwältigen. Im Handgemenge stürzt Koch über ein Geländer in den Tod.

## Hintergrund
Der Film wurde vom 15. November 2017 bis zum 31. Januar 2018 in Dresden und Moritzburg gedreht.
Gedreht wurde u. a. im Hochhaus Grunaer Straße 5, im Hotel Pullman Dresden Newa, am Fürstenzug, im Garten des Japanischen Palais, in einer Villa in Pillnitz, an der Grimmaischen Straße und im Restaurant Kastenmeier im Kurländer Palais.

## Rezeption

### Kritiken
Heike Hupertz von der FAZ wertete: „In ‚Wer jetzt allein ist‘ […] geht es zwar um intimste Verletzungen, um etwaige Warnungen vor den Abgründen des Internetdatings schert sich der Film aber nicht direkt. Sein dramatischer Handlungsverlauf ist ganz undidaktisch. Wo Pragmatik bei der Partnersuche gefragt wäre, schafft er erotische Spannung. Wo ein armes Schwein entlarvt werden kann, zeigt er einen Verlorenen, der mit unendlicher Hilflosigkeit die Regeln des Spiels von Distanz und Anziehung missversteht. […] Aufgeklärt wird das erotische Verbrechensdilemma dann aber etwas abrupt und leider allzu tatsachenaufarbeitend und formatgerecht.“
Bei Spiegel Online meinte Christian Buß: „Vor den Gefahren von Internetflirts warnen? Digitale Paarungsgewohnheiten problematisieren? Die Anonymisierung der Liebe in Zeiten von Tinder und Co. beklagen? Nicht wirklich. Statt zum großen gesellschaftspolitischen Aufschlag nutzt dieser ‚Tatort‘ das Social-Media-Thema als Beschleuniger für einen effizienten Angstmacher-Krimi.“ Fazit: „Trotz Schwächen in der Zeichnung der Charaktere: ein robustes Genrestück, das zwischen heiter und bedrohlich schwankt. Überraschung: Sachsen kann Schocker.“
Matthias Dell von der Zeit kam zu dem Urteil: „Im pathetischen Epilog wird der Abschied von Henni Sieland als Lebenskrise verkündet. In den gravitätischen Pausen des Gesprächs mit der Kollegin würde man am liebsten vorspulen, weil die Erfahrung des höchstens mittelmäßigen Films unmöglich zu dem tiefen Eindruck geführt haben kann, der Sieland gleich den Job an den Nagel hängen lässt.“ „Wenn die zuständigen Redaktionen diesen ‚Dresdner Tatort‘ für ein gelungenes Projekt halten, haben sie mit Kunst nichts am Hut.“

### Einschaltquote
Die Erstausstrahlung von Wer jetzt allein ist am 21. Mai 2018 wurde in Deutschland von 7,62 Millionen Zuschauern gesehen und erreichte einen Marktanteil von 25,4 % für Das Erste.